# Neroport
Neroport er en moderne kontorejendom tegnet af Henning Larsen Architects beliggende i Ørestad. Bygningen er ejet af det svenske ejendomsselskab Norrporten. Byggeriet var resultatet af en arkitektkonkurrence i 2007.

## Udseende
Med hensyn til udseende og materialer er tilstræbt sammenpasning med den såkaldte Ferring-bygning. Neroport fremstår som to tårne tilføjet dette bygningskompleks. Bygningen kendetegnes af såkaldte lamelfacader. 

## Indretning
Ejendommen har et areal på 13.300 m². Bygningens øvrige etager er indrettede til udlejningskontorer. Kontorerne har størrelser på ca. 850-1.025 m2. I bygningens stueetage er indrettet en café. Bygningen rummer desuden to store tagterrasser, fælles parkeringskælder i tre etager med plads til cirka 135 biler, kantine og storkøkken samt et auditorium med plads til 150 personer og forsynet med AV-udstyr. Huset er endvidere forsynet med fuld indeklimastyring, herunder blandt andet køling og ventilation. Fra atrium er der via elevatorer og trapper adgang til kontoretagerne.

## Pris
Ejendommens opførelsespris var på 250 millioner kroner.

## Trafikal beliggenhed
Bygningen ligger nær motorvejsnettet på Amager med korte afstande til udfletningerne mod øst i retning af Malmø, mod syd i retning af Køge, mod vest i retning af Roskilde og mod nord (Motorringvej 3 som fører til motorvejene mod Hillerød og Helsingør). Der er kort afstand til metro, regional- og fjerntog, desuden S-busser, om aftenen E-busser og 4 bybuslinier. Bygningen ligger i forholdsvis kort afstand fra Kastrup lufthavn. Desuden er der indrettet overdækket cykelparkering.